# Юркі Йокіпакка
Юркі Йокіпакка (фін. Jyrki Jokipakka; 20 серпня 1991, м. Тампере, Фінляндія) — фінський хокеїст, захисник. Виступає за «Даллас Старс» у Національній хокейній лізі.
Вихованець хокейної школи «Ільвес» (Тампере). Виступав за «Ільвес» (Тампере), ЛеКі (Лемпяаля), «Техас Старс» (АХЛ), «Даллас Старс».
В чемпіонатах НХЛ — 50 матчів (0+10). 
У складі національної збірної Фінляндії учасник чемпіонату світу 2015 (8 матчів, 2+0). У складі молодіжної збірної Фінляндії учасник чемпіонату світу 2011.
Досягнення
- Володар Кубка Колдера (2014)